# Spominski znak za zavzetje skladišča Borovnica
Spominski znak za zavzetje skladišča Borovnica je spominski znak Slovenske vojske, ki je podeljen za zasluge pri zavzetju skladišča JLA Borovnica med slovensko osamosvojitveno vojno.

## Prejemniki
- seznam nosilcev spominskega znaka za zavzetje skladišča Borovnica